# Station Ustaoset
Station Ustaoset  is een station in Ustaoset in  de gemeente Hol in Viken in Noorwegen. Het station ligt aan Bergensbanen. Het  stationsgebouw van Ustaoset dateert uit 1912.